# Izrael a 2002. évi téli olimpiai játékokon
Izrael az egyesült államokbeli Salt Lake Cityben megrendezett 2002. évi téli olimpiai játékok egyik részt vevő nemzete volt. Az országot az olimpián 2 sportágban 6 sportoló képviselte, akik érmet nem szereztek.

## Műkorcsolya
| Versenyző                         | Versenyszám | Kötelező tánc 1   | Kötelező tánc 1 | Kötelező tánc 1 | Kötelező tánc 2   | Kötelező tánc 2 | Kötelező tánc 2 | Eredeti (original) tánc | Eredeti (original) tánc | Eredeti (original) tánc | Kűr               | Kűr   | Kűr         | Összesítés         | Összesítés |
| Versenyző                         | Versenyszám | Több. hely. száma | Hely.           | Hely. pont.     | Több. hely. száma | Hely.           | Hely. pont.     | Több. hely. száma       | Hely.                   | Hely. pont.             | Több. hely. száma | Hely. | Hely. pont. | Helyezési pontszám | Helyezés   |
| --------------------------------- | ----------- | ----------------- | --------------- | --------------- | ----------------- | --------------- | --------------- | ----------------------- | ----------------------- | ----------------------- | ----------------- | ----- | ----------- | ------------------ | ---------- |
| Galit Hait Szergej Szahnovszkij   | Jégtánc     | 5×6+              | 6.              | 1,2             | 7×6+              | 6.              | 1,2             | 8×6+                    | 6.                      | 3,6                     | 8×6+              | 6.    | 6,0         | 12,0               | 6.         |
| Natalija Gudina Alekszej Beleckij | Jégtánc     | 7×19+             | 19.             | 3,8             | 7×19+             | 19.             | 3,8             | 7×19+                   | 19.                     | 11,4                    | 7×19+             | 19.   | 19,0        | 38,0               | 19.        |

## Rövidpályás gyorskorcsolya
Női
| Versenyző      | Versenyszám | Előfutam | Előfutam | Negyeddöntő | Negyeddöntő | Elődöntő | Elődöntő | B döntő | B döntő | Döntő   | Döntő   | Helyezés |
| Versenyző      | Versenyszám | Idő      | Hely.    | Idő         | Hely.       | Idő      | Hely.    | Idő     | Hely.   | Idő     | Hely.   | Helyezés |
| -------------- | ----------- | -------- | -------- | ----------- | ----------- | -------- | -------- | ------- | ------- | ------- | ------- | -------- |
| Olga Danyilova | 500 m       | 46,422   | 2.       | 46,695      | 4.          | kiesett  | kiesett  | kiesett | kiesett | kiesett | kiesett | 16.      |
| Olga Danyilova | 1000 m      | 1:42,767 | 3.       | kiesett     | kiesett     | kiesett  | kiesett  | kiesett | kiesett | kiesett | kiesett | 21.      |
| Olga Danyilova | 1500 m      | 2:32,458 | 3.       |             |             | 2:36,114 | 5.       | kiesett | kiesett | kiesett | kiesett | 14.      |